# Зайцев, Фёдор Сергеевич
Фёдор Серге́евич За́йцев (род. 1963) — математик, доктор физико-математических наук, профессор факультета ВМК МГУ.

## Биография
Окончил 600-ю школу НИИ Художественного воспитания АПН СССР (1980). Окончил с отличием факультет ВМК МГУ (1985) и аспирантуру факультета ВМК МГУ (1988).
Защитил диссертацию «Моделирование кинетики высокоэнергетических частиц в тороидальной плазме» на степень кандидата физико-математических наук (1988).
Защитил диссертацию «Математическое моделирование кинетических процессов с кулоновским взаимодействием в тороидальной плазме» на степень доктора физико-математических наук (1997). Получил звание профессора (2000).
Работает в МГУ с 1988 г. на кафедре автоматизации научных исследований факультета ВМК в должностях ассистента (1988-1994), доцента (1994-1999), профессора (с 1999).
Лауреат премии им. И. И. Шувалова (1996).
Область научных интересов: математическое моделирование в физике плазмы, вычислительная математика, численные методы, информационные технологии, программирование. Основные труды: «Исследование электрической проводимости плазмы в сферическом токамаке» (2004), «Математическое моделирование эволюции тороидальной плазмы» (2005), «Mathematical Modeling of Toroidal Plasma Evolution» (2014), «Математическое моделирование электромагнитных и гравитационных явлений по методологии механики сплошной среды» (соавт., 2016). Автор 7 книг и 151 научной статьи.